# Байкова Варвара Василівна
Варвара Василівна Байкова (нар. 1845, Полтавська губернія — пом. ?) — українська оперна і концертна співачка (мецо-сопрано, контральто).

## Біографія
В 1866–1871 роках навчалася співу в Московській консерваторії у класі О. Д. Александрової-Кочетової. В цей період виступала в концертах Російського музичного товариства.
У 1870 році дебютувала в Київській опері (партія Вані, «Життя за царя» М. Глінки), де в 1871–1873 роках була солісткою. У сезоні 1874/75 співала в Харкові (антреприза Ф. Г. Бергера). Час від часу виступала в московському Большому театрі. Також виступала в камерних концертах в Києві та Москві.
На вірші Варвари Байкової писали романси С. Блуменфельд («Таємниця»), А. Симон, Д. А. Усатов.

## Репертуар
Варвара Байкова мала звучний, чистий голос красивого тембру, відзначалася акторським хистом. На думку П. Чайковського, її виконання відрізнялося «зрілістю розуміння, елегантною простотою».
Найкращі оперні партії: Ратмир («Руслан і Людмила» М. Глінки), Княгиня («Русалка» О. Даргомижського), Ізяслав («Рогнеда» О. Сєрова), Бояриня Морозова («Опричник» П. Чайковського; в цій партії перевершила своїх попередниць), Зібель («Фауст» Ш. Ґуно), Памела («Фра-Диявол»  Д. Обера).
Камерний репертуар: твори М. Глінки, А. Даргомижського, І. С. Баха (сольна партія в Месі h-moll), В. А. Моцарта.